# George Horine
George Leslie Horine, född 3 februari 1890 i Escondido i Kalifornien, död 28 november 1948 i Modesto i Kalifornien, var en amerikansk friidrottare.
Horine blev olympisk bronsmedaljör i höjdhopp vid sommarspelen 1912 i Stockholm.